# جوزيف تايلور روبنسون
جوزيف تايلور روبنسون (بالإنجليزية: Joseph Taylor Robinson) هو محامي وسياسي أمريكي، ولد في 26 أغسطس 1872 في لونوكي في الولايات المتحدة، وتوفي في 14 يوليو 1937 في واشنطن العاصمة في الولايات المتحدة. حزبياً، نشط في الحزب الديمقراطي. وقد انتخب حاكم أركنساس ‏ (16 يناير 1913 – 8 مارس 1913) وانتخب عضو مجلس النواب الأمريكي وانتخب عضو مجلس الشيوخ الأمريكي (10 مارس 1913 – 14 يوليو 1937).

## روابط خارجية
- جوزيف تايلور روبنسون على موقع الموسوعة البريطانية (الإنجليزية)
- جوزيف تايلور روبنسون على موقع إن إن دي بي (الإنجليزية)